# 關市役所前站
關市役所前站（日语：／ Seki Shiyakusho-mae eki */?）位於岐阜縣關市下有知，是長良川鐵道越美南線的車站。是替代1999年3月31日廢站的名古屋鐵道美濃町線下有知站開設的車站，與下有知站相距不遠。

## 車站構造
為單式1面1線的地上車站。

## 利用狀況
| 年度               | 1日平均上車人次 | 1日平均上車人次 |
| ------------------ | --------------- | --------------- |
| 2011年（平成23年） | 41              |                 |
| 2012年（平成24年） | 33              |                 |
| 2013年（平成25年） | 28              |                 |
| 2014年（平成26年） | 19              |                 |
| 2015年（平成27年） | 18              |                 |

## 車站周邊
- 關市役所
- 中濃厚生病院（日语：中濃厚生病院）
- 中濃公設地方卸賣市場
- 關信用金庫（日语：関信用金庫）本店
- 關動物病院

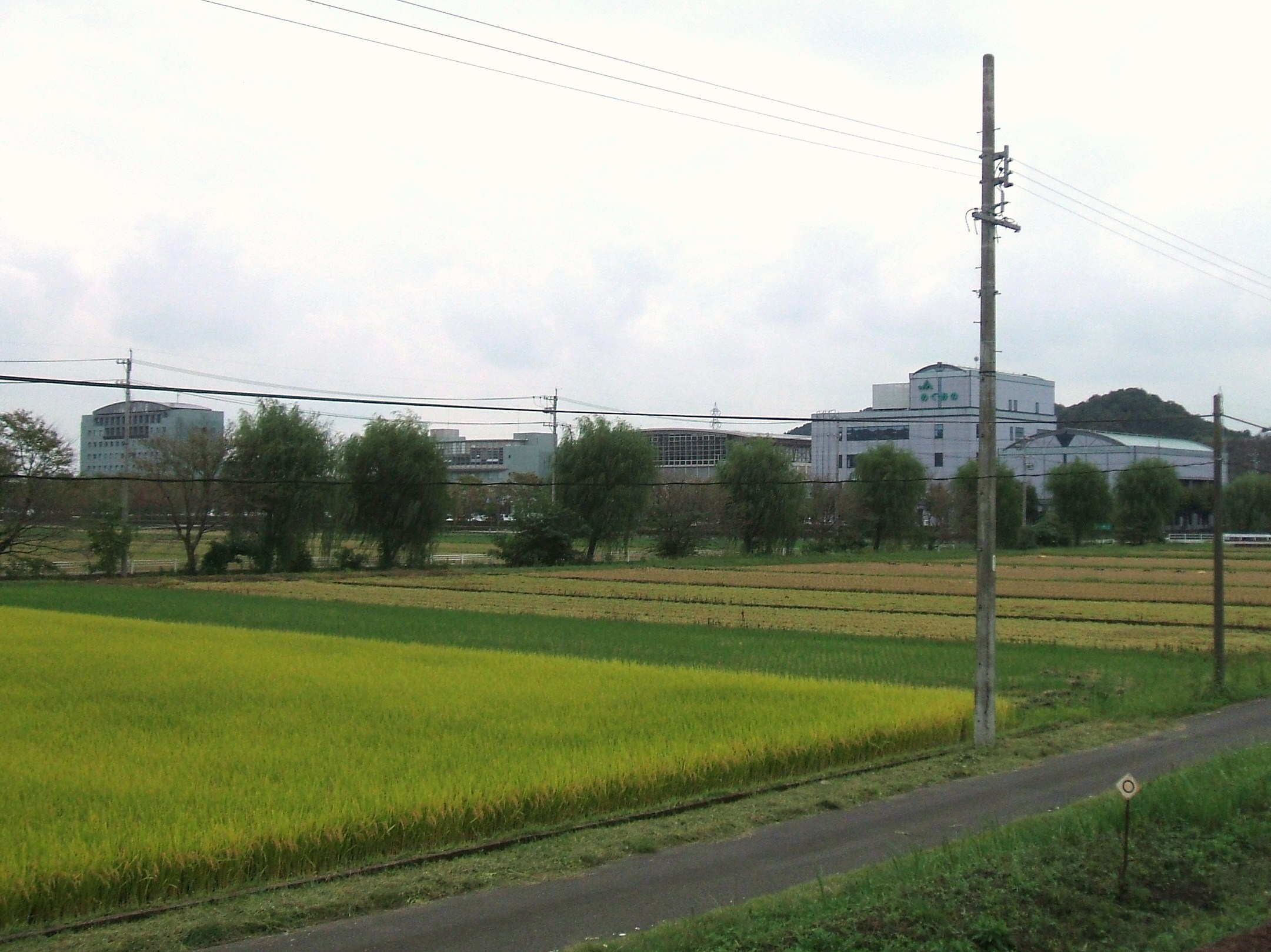
從站台看見的關市役所

- 岐阜縣道281号關美濃線（日语：岐阜県道281号関美濃線）

## 歷史
- 1999年（平成11年）4月1日 - 開業[1]。

## 相鄰車站
長良川鐵道
越美南線
關－關市役所前－關下有知

## 脚注
1. 1 2 3  曽根悟（監修）. 朝日新聞出版分冊百科編集部（編集） , 编. . 週刊朝日百科. 26号 長良川鉄道・明知鉄道・樽見鉄道・三岐鉄道・伊勢鉄道. 朝日新聞出版. 2011-09-18: 11.